# Antoni Piasecki
Antoni Piasecki (ur. 12 grudnia 1913 w Łodzi, zm. 1941/1942? w Kutnie?) – polski piłkarz, bramkarz.
Był pierwszoligowym piłkarzem ŁKS Łódź. W reprezentacji Polski wystąpił tylko raz, w rozegranym 15 września 1935 spotkaniu z Łotwą, które Polska zremisowała 3:3. Bronił w pierwszej połowie, w drugiej zastąpił go Antoni Keller.
Andrzej Gowarzewski podaje, że A. Piasecki został najprawdopodobniej rozstrzelany w publicznej egzekucji w Kutnie na przełomie 1941/1942.